# Barichneumon canariensis
Barichneumon canariensis là một loài tò vò trong họ Ichneumonidae.